# Adrien Baret
Pour les articles homonymes, voir Baret.
Adrien Baret est un homme politique français né le 19 janvier 1906 à Saint-Denis de La Réunion et mort le 10 janvier 1952. Médecin de profession, il entre au Sénat français en tant que sénateur de La Réunion le 15 décembre 1946 et ne reste en fonction que jusqu'au 7 novembre 1948 faute d'avoir été réélu.
Il est aussi connu pour entonner souvent l'Internationale dans l'hémicycle alors que les débats constitutionnels battaient son plein.

## Sources
- La politique des partis sous la 3e République, François Goguel, PUF (rééd 1999)
- Les dispositions de la constitution du 27 octobre 1946 sur la primauté du droit international (Recueil), DROZ (1961)